# Tracey Gold
Pour les articles homonymes, voir Gold.
Tracey Gold, de son vrai nom Tracey Claire Fisher, est une actrice et productrice américaine née le 16 mai 1969 à New York, New York (États-Unis). Elle doit sa notoriété au rôle de Carol Seaver qu'elle interprète durant 7 ans dans la sitcom à succès, Quoi de neuf docteur ? (Growing Pains).

## Biographie
Elle est née Tracey Claire Fisher à New York. Sa mère Bonnie Fisher travaille dans la publicité.
Le nom « Gold » est une forme abrégée du nom acquis par Tracey quand elle et sa jeune sœur Missy ont été adoptées par Harry Goldstein, qui a épousé leur mère lorsque Tracey était encore en préscolaire. Il est devenu plus tard agent à Hollywood. Tracey et Missy ont 3 sœurs plus jeunes, Brandy, Jessica (Jessie) et Cassandra (Cassie) Gold. Les 2 premières sont aussi actrices.
Tracey est actrice depuis l'âge de quatre ans, apparaissant pour la première fois dans une publicité de Pepsi. Elle est apparue dans deux séries, Shirley avec Shirley Jones en 1979, et Goodnight Beantown, mettant en vedette Bill Bixby en 1983. Elle a joué l'une des quatre filles d'Albert Finney et Diane Keaton dans le film de 1982 L'Usure du temps (Shoot the Moon.
Elle est devenue célèbre durant son adolescence et a lutté contre l'anorexie.
Seule célébrité (avec ses sœurs Missy et Brandy) présente aux funérailles de Judith Barsi, le 9 août 1988 au Forest Lawn Memorial Park,  l'une des sœurs de Tracey Gold y a lu, comme éloge funèbre, le poème A Child of Mine d'Edgar Albert Guest.

## Filmographie

### Comme actrice

#### Cinéma
- 1979 : A Rainy Day : Stephanie as a Child
- 1982 : L'Usure du temps (Shoot the Moon) : Marianne Dunlap
- 1986 : La Dernière Passe (The Best of Times) : Jaki's Friend
- 1990 : Les Willies (en) : Carol Seaver
- 1998 : Meurtrière par amour :  Annie
- 1999 : Wanted : Sue Bentley
- 2001 : Escrocs (What's the Worst That Could Happen?) : Woman at Auction
- 2002 : D'une vie à l'autre (She's No Angel) : Liddy Carlyle
- 2008 : Solar Flare : Dr Joanna Clark
- 2016 : All Hallow's Eve (en) : Didi Hallow

#### Télévision
- 1976 : Captains and the Kings (feuilleton TV) : Rosemary Armagh
- 1978 : The Dark Secret of Harvest Home (feuilleton TV) : Missy Penrose
- 1978 : Night Cries (TV) : Donna Blankenstrip
- 1978 : Little Mo (TV) : Cindy Brinker
- 1979 : The Incredible Journey of Doctor Meg Laurel (en) (TV) : Laurie Mae Moon
- 1979 : Jennifer: A Woman's Story (TV) : Emma Prince
- 1979 : The Child Stealer (TV) : Pam Rodman
- 1979 : Shirley (en) (série télévisée) : Michelle Miller
- 1980 : Marilyn, une vie inachevée (Marilyn: The Untold Story) (TV) : Young Norma Jean
- 1981 : I Think I'm Having a Baby (TV) : Carrie
- 1981 : A Few Days in Weasel Creek (TV) : Buddy
- 1981 : A Tale of Two Wishes (TV) : Jane
- 1982 : Beyond Witch Mountain (TV) : Tia
- 1983 : The Hand Me Down Kid (TV) : Ari Jacobs
- 1983 : Another Woman's Child (TV) : Lisa
- 1983 : Thursday's Child (TV) : Alix
- 1983 : Who Will Love My Children? (en) (TV) : Pauline Fray
- 1983 : Goodnight, Beantown (série télévisée) : Susan Barnes
- 1985 : A Reason to Live (TV) : Ellen Maynes
- 1985 : Lots of Luck (TV) : Cindy Maris
- 1985 - 1992 : Quoi de neuf docteur ? (Growing Pains) (série télévisée) : Carol Seaver
- 1986 : The Blinkins (TV) : Shady (voix)
- 1988 : Le Bal de l'école (Dance 'til Dawn) (TV) : Angela Strull
- 1990 : Ducktales: The Movie Special (TV) : Hostess
- 1990 : A Question About Sex (TV) : Shauna Kelly
- 1993 : Preuve d'amour (Labor of Love: The Arlette Schweitzer Story) (TV) : Christa Uchytil
- 1994 : For the Love of Nancy (TV) : Nancy Walsh
- 1995 : L'Amour en otage (Stolen Innocence) (TV) : Stacy
- 1995 : Sleep, Baby, Sleep (TV) : Sylvie Pierson
- 1995 : Lady Killer (en) (TV) : Sharon
- 1995 : La Rivale (Beauty's Revenge) (TV) : Beth
- 1996 : Kidnapping (A Kidnapping in the Family) (TV) : Sarah Landers Taylor
- 1996 : Le Visage du mal (Face of Evil) (TV) : Darcy Palmer / Barbara Richards
- 1996 : La Fugueuse (The Perfect Daughter) (TV) : Alexandra Michaelson
- 1996 : Le Poids du passé (To Face Her Past) (TV) : Lori Molina
- 1998 : Secrets oubliés (Dirty Little Secret) (TV) : Sarah Wheetley
- 1998 : Au bout de l'amour (The Girl Next Door) (TV) : Anne « Annie » Nolan
- 1999 : Crime passionnel (A Crime of Passion) (TV) : Alyssa Pierce
- 2000 : Un amour à toute épreuve (Stolen from the Heart) (TV) : Leslie Wagner
- 2000 : The Growing Pains Movie (en) (TV) : Carol Seaver
- 2002 : À l'épreuve des flammes (Wildfire 7: The Inferno) (TV) : Nell Swanson
- 2004 : Growing Pains: Return of the Seavers (en) (TV) : Carol Seaver
- 2005 : Captive Hearts (TV) : Elizabeth Sorenson
- 2006 : Safe Harbor (TV) : Carly Segan
- 2006 : Trapped in TV Guide (série télévisée) : Host
- 2007 : Vol 732 : Terreur en plein ciel (Final Approach) (TV) : Lina Howren
- 2009 : Un mariage sous surveillance (Sight Unseen) (TV) : Molly
- 2011 : Un Amour ne meurt jamais (Your Love Never Fails) (TV) : Samantha Pierce
- 2012 : Arachnoquake (TV) : La maman qui panse (Ils sont aveugles! ils doivent habiter dans une grotte!)
- 2016 : Retrouvez ma fille ! (I Know Where Lizzie Is) (TV) : Judith Holden

### Comme productrice
- 2001 : D'une vie à l'autre (She's No Angel) (TV)